# Daniela Pufulete
Daniela Pufulete (n. 13 noiembrie 1975, Mizil, România) este o fostă jucătoare de fotbal română pe postul de atacant.

## Carieră
Sportiva s-a născut în anul 1975 în Mizil și s-a apucat de fotbal de performanță în 1992 când a fost acceptată de Voința Ploiești. Cu echipa din Ploești a câștigat de două ori campionatul României (1999, 2000). După ce echipa a fost desființată s-a transferat la Regal București și a câștigat titlul național din 2001. Din 2001 până în 2005 a jucat pentru Codru Chișinău. Cu echipa din Republica Moldava a câștigat patru titluri de campioană și de trei ori a cucerit Cupa Moldovei. De asemena a participat cu Codru Chișinău la prima ediție a Cupei UEFA pentru femei 2001-2002 (astăzi numită Champions League) alături de româncele Gabriela Enache, Mărioara Berinczan și Jozefina Deliu. În faza grupelor au ajuns pe locul 3. Grupa a fost câștigată de FFC Frankfurt ce ulterior a câștigat și Cupa. După aproape 5 ani, fotbalista s-a întors în România și a jucat 2 ani pentru Șantier Naval (CFR Contanța).
Daniela Pufulete a debutat în 1993 pentru echipa României într-un meci cu Ucraina. A fost căpitanul echipei și cu 156 de prezențe internaționale a fost recordmena până când a fost depășită de Florentina Olar.